# Лунка Молдовеј (Њамц)
Лунка Молдовеј (рум. Lunca Moldovei) насеље је у Румунији у округу Њамц у општини Пастравени. Oпштина се налази на надморској висини од 263 m.

## Становништво
Према подацима из 2002. године у насељу је живело 340 становника, од којих су сви румунске националности.